# بيلي جاي بولز
بيلي جاي بولز (بالإنجليزية: Billy J. Boles)‏ هو ضابط أمريكي، ولد في 27 يوليو 1938 في كينغ في الولايات المتحدة.